# Director de màrqueting
El director de màrqueting, o directora de màrqueting, en anglès chief marketing officer (CMO) o marketing director, és un executiu corporatiu responsable de les activitats de màrqueting d'una organització.

## Responsabilitats
Les tasques del dia a dia sovint són categòricament diferents, per mor de la naturalesa fluida del conjunt d'habilitats del director de màrqueting: cal un llenguatge per unir tots els aspectes de l'empresa. Així, en un dia determinat, el director de màrqueting executa tasques que es divideixen en moltes categories diferents:
- Tasques analítiques, com ara preus i estudis de mercat.
- Tasques creatives, com ara disseny gràfic, publicitat i promoció de productes i serveis.
- Tasques interpersonals, com ara coordinar-se amb altres executius de l'empresa per crear una alineació en l'estratègia i els plans d'execució.